# Bible historiale

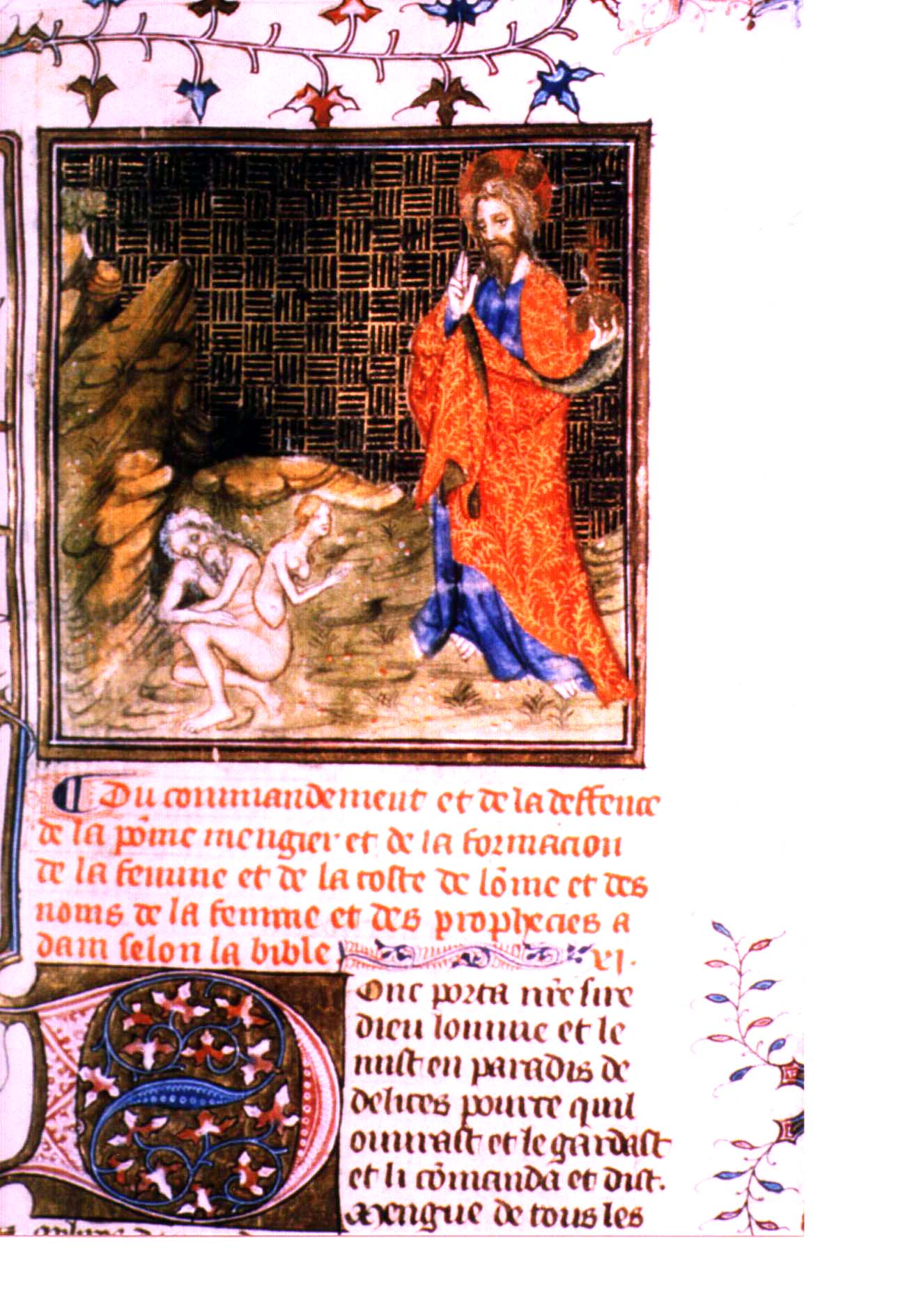
Folio XXV du Ms Ars. 5057: la Création de la femme du côté d'Adam.

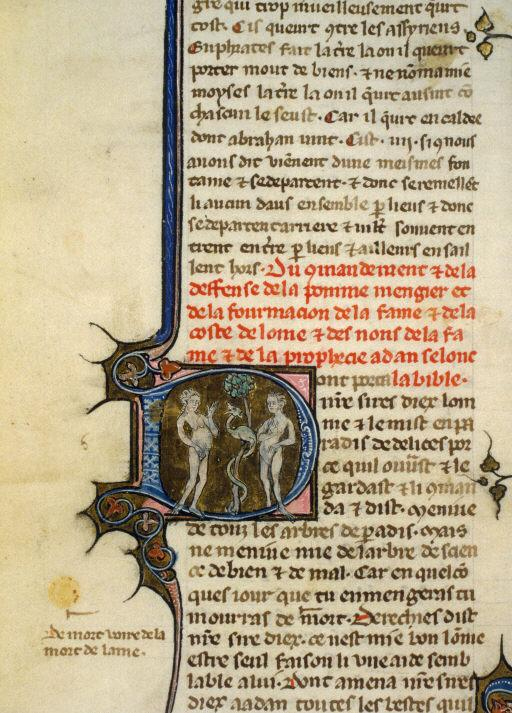
Les différentes tailles de caractères dans la Bible historiale.

La Bible historiale est l'une des premières traductions en prose et en français de la Bible ; elle fut réalisée par Guyart des Moulins entre 1292 et 1295. C'est la traduction de passages significatifs de la Vulgate latine de saint Jérôme, accompagnée d'extraits de l'Historia Scholastica de Pierre le Mangeur (vers 1178), et d'un commentaire historique qui résume et interprète des épisodes des livres historiques de la Bible et les situe chronologiquement par rapport aux événements de l'Histoire païenne et de la mythologie. Le présent article illustre le thème plus général concernant les traductions de la Bible au Moyen Âge. 

## Contexte d'écriture de la Bible historiale
La Bible en français est bien connue avant le XIIIe siècle quand paraît la Bible historiale grâce à de nombreux poèmes romancés écrits en vers destinés à raconter la Bible.
Vers 1090, Rashi propose pour la première fois un commentaire de la Bible hébraïque en se servant du champenois (c’est-à-dire de la langue vulgaire) de son temps pour expliquer les mots hébreux qui le nécessitent.
Vers 1190, Herman de Valenciennes est sur le point d’achever sa mise en vers de la première histoire sainte, Li Romanz de Dieu.
À la même époque circulent le poème anglo-normand en vers sur la Bible et la traduction anonyme des Quatre Livres des Reis.
Macé de La Charité produit un long poème racontant toute la Bible.

## La Bible historiale: le texte fondateur

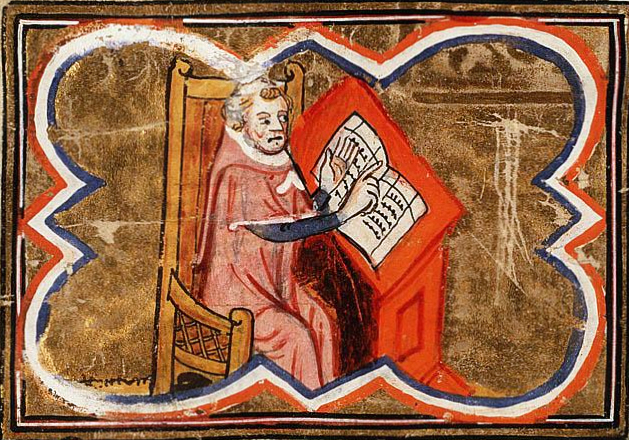
Guyart des Moulins, traducteur de l'Historia Scholastica (miniature d'une bible complétée présentée Maria Ignatia Lorraine d'Elbeuf (1665 ?))

Il s’agit avant tout d’une traduction exhaustive, fidèle et cultivée de la Bible latine rédigée par Guyart des Moulins, un clerc familier du texte. Guyart des Moulins se fonde en premier lieu sur le texte authentique de Comestor pour structurer son ouvrage en chapitres. Rappelons que la division en versets est largement postérieure à l'époque médiévale.
Cependant le texte littéral et authentique de la Vulgate n’avait point été transcrit dans le Comestor, et c'est en cela que Guyart se démarque de son modèle. C'est ainsi que la bible historiale est bien devenue une Bible glosée.
C’est également une traduction de l'Historia Scholastica parce que l’ouvrage respecte la division en chapitres de Comestor et traduit, en caractères plus petits entre chaque extrait de la Vulgate, un paragraphe de Comestor.
Ce livre a été largement diffusé et lu. Il constitue le versant officiel de l’Histoire de la Bible en français au Moyen Âge.